# Dictionnaire biographique russe
 (août 2025).
Si vous disposez d'ouvrages ou d'articles de référence ou si vous connaissez des sites web de qualité traitant du thème abordé ici, merci de compléter l'article en donnant les références utiles à sa vérifiabilité et en les liant à la section « Notes et références ».

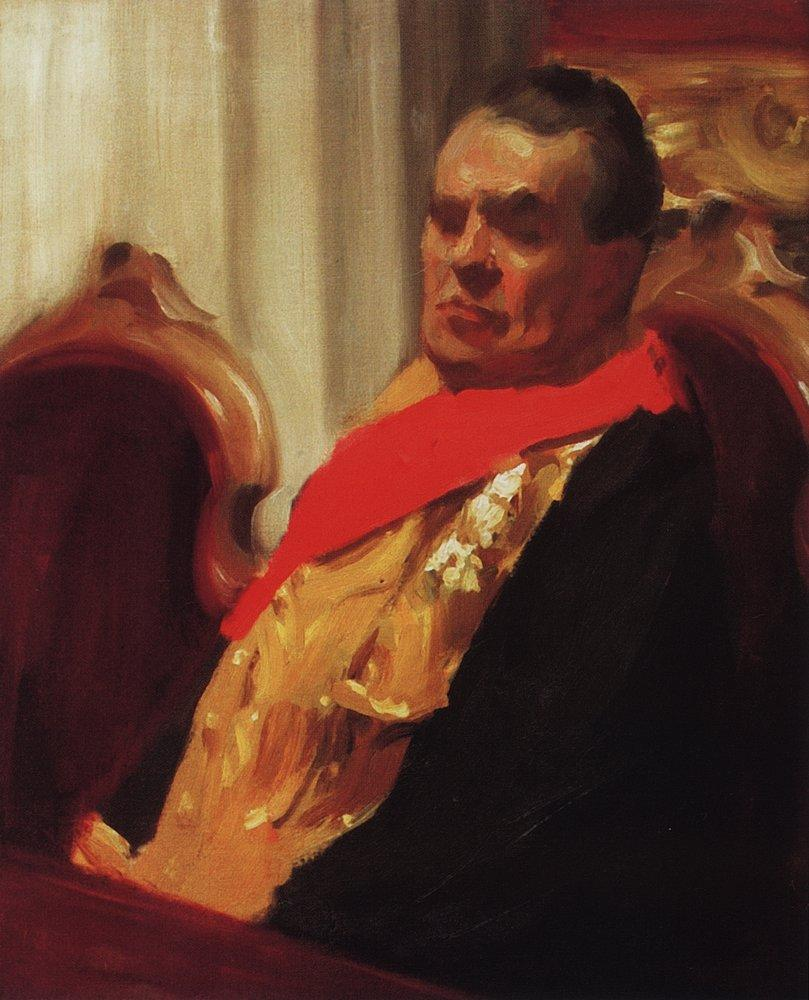
Portrait de AA Polovtsow par Boris Koustodiev.

Le Dictionnaire biographique russe (russe : Русский биографический словарь) est un dictionnaire biographique rédigé en langue russe sous la direction d'Alexandre Alexandrovitch Polovtsov (en). Publié en 25 volumes de 1898 à 1918, il est considéré comme l'une des sources biographiques les plus complètes sur la fin du XIXe siècle et le début du XXe siècle en Russie.

## Éditeurs
- Alexandre Polovtsov (Половцов, Александр Александрович)
- Nikolaï Tchoulkov (Чулков, Николай Петрович)
- Vladimir Tchetchouline (Чечулин, Николай Дмитриевич)
- Vladimir Musselius (Мусселиус, Владимир Васильевич)
- Mikhaïl Kourdioumov (Курдюмов, Михаил Григорьевич)
- Fiodor Witberg (Витберг, Фёдор Александрович)
- Ivan Koubassov (Кубасов, Иван Андреевич)
- Sergueï Adrianov (Адрианов, Сергей Александрович)
- Boris Modzalevski (Модзалевский, Борис Львович)
- Ievgueni Choumigorski (Шумигорский, Евгений Севастьянович)

Les volumes édités par Polovtsov (jusqu'à sa mort en 1909) étaient les numéros 1, 2, 3, 6, 7, 8, 9, 12, 14, 15, 18, 19, 21 et 22.
Les volumes 4 et 5 ont été écrits par Tchoulkov, le tome 7 par Choumigorski et Kourdioumov, le tome 10 par Tchetchouline et Kourdioumov, et le volume 17 par Modzalevski.

## Volumes
- Volume I. De Aaron (Аарон) à Alexandre II (Александр II). Publié à Saint-Pétersbourg en 1896, 892 pages[1].
- Volume II. De Aleksinski (Алексинский) à Bestoujev-Rioumine (Бестужев-Рюмин). Publié à Saint-Pétersbourg en 1900, 699 pages.
- Volume III. De Betancourt (Бетанкур) à Baxter (Бякстер, Biakster). Publié à Saint-Pétersbourg en 1908, 699 pages.
- Volume IV. De Gaag (Гааг) à Härbel (Гербель, Guerbel). Publié à Moscou en 1914, 494 pages.
- Volume V. De Herberski (Герберский, Guerberski) à Hohenlohe (Гогенлоэ, Gogenloé). Publié à Saint-Pétersbourg en 1916, 442 pages.
- Volume VI. De Dabelov (Дабелов) à Diadkovski (Дядьковский). Publié à Saint-Pétersbourg en 1905, 748 pages.
- Volume VII. De Jabokritski (Жабокритский) à Zialovski (Зяловский). Publié à Saint-Pétersbourg en 1987, 588 pages.
- Volume VIII. De Ibak (Ибак) à Klioutcharev (Ключарев). Publié à Saint-Pétersbourg en 1897, 756 pages.
- Volume IX. De Knappe (Кнаппе) à Küchelbecker (Кюхельбекер). Publié à Saint-Pétersbourg en 1903, 708 pages.
- Volume X. De Labzina (Лабзина) à Liachenko (Ляшенко). Publié à Saint-Pétersbourg en 1914, 846 pages.
- Volume XI. De Naake (Нааке) à Nakenski (Накенский). Publié à Saint-Pétersbourg en 1914, 388 pages.
- Volume XII. De Obezianinov (Обезьянинов) à Otchkine (Очкин). Publié à Saint-Pétersbourg en 1902, 711 pages.
- Volume XVIII. De Pavel (Павел) à Petrouchka (Петрушка). Publié à Saint-Pétersbourg[Quand ?].
- Volume XIV. De Plavilchtchikov (Плавильщиков) à Primo (Примо). Publié à Saint-Pétersbourg en 1910, 800 pages.
- Volume XV. De Prittwitz (Притвиц) à Reis (Рейс). Publié à Saint-Pétersbourg en 1910, 560 pages.
- Volume XVI. De Reutern (Рейтерн, Reïtern) à Roltzberg (Рольцберг). Publié à Saint-Pétersbourg en 1913, 436 pages.
- Volume XVII. De Romanova (Романова) à Riassovski (Рясовский). Publié à Petrograd en 1918, 817 pages.
- Volume XVIII. De Sabaneïev (Сабанеев) à Smislov (Смыслов). Publié à Saint-Pétersbourg en 1904, 673 pages.
- Volume XIX. De Smelovski (Смеловский) à Souvorina (Суворина). Publié à Saint-Pétersbourg en 1909, 608 pages.
- Volume XX. De Souvorova (Суворова) à Tkatchev (Ткачев). Publié à Saint-Pétersbourg en 1912, 600 pages.
- Volume XXI. De Faber (Фабер) à Tsiavlovski (Цявловский). Publié à Saint-Pétersbourg en 1901, 521 pages.
- Volume XXII. De Tchaadaïev (Чаадаев) à Chvitkov (Швитков). Publié à Saint-Pétersbourg en 1905, 642 pages.
- Volume XXIII. De Chebanov (Шебанов) à Schütz (Шютц, Chioutts). Publié à Saint-Pétersbourg en 1911, 557 pages.
- Volume XXIV. De Chtchapov (Щапов) à Iouchnevski (Юшневский). Publié à Saint-Pétersbourg en 1912, 365 pages.
- Volume XXV. De Iablonovski (Яблоновский) à Fomine (Фомин). Publié à Saint-Pétersbourg en 1913, 493 pages.